# 진힐
진힐(秦頡, ? ~ 186년)은 후한 말기의 관료로, 자는 초기(初起)이며 형주 남군 약현(鄀縣) 사람이다.

## 생애
중평 원년(184년), 황건적의 장각이 봉기하였다. 이에 남양의 장만성도 거병하여 신상사(神上使)를 자칭하고, 병사 수만 명을 모아 태수 저공(褚貢)을 죽였다. 백여 일 후, 강하도위 진힐은 남양태수가 되어 6월에 장만성을 공격하여 목을 베었다.
도적들은 다시 조홍을 두령으로 추대하였고, 10만 명의 병력을 이끌고 완성(宛城)을 점거하였다. 진적중랑장(鎭賊中郞將) 주준은 진힐·형주자사 서구와 합류하여 1만 8천 명을 이끌고 조홍을 포위하였으나, 6월에서 8월에 이르기까지 함락시키지 못하고 기습으로 간신히 조홍을 죽였다. 도적들은 다시 한충을 두령으로 내세워 완성에서 농성하였다.
주준이 서남쪽 방향에서 공격하기 위해 동북쪽에서 공격하는 척 하자, 한충은 완성을 버리고 소성(小城)에서 농성하여 항복을 청하였다. 진힐은 서구·사마(司馬) 장초(張超)와 함께 이를 받아들이려 하였으나, 주준은 "항복을 받아들이면 권선징악(勸善徵惡)이 되지 않는다"고 말하며 거세게 공격하였다. 결국 도적들이 필사적으로 항전하여 이길 수가 없었다. 이내 포위를 느슨하게 하자 한충이 곧바로 빠져나왔고, 이를 크게 무찔러 1만여 명의 목을 베고 한충 등을 항복시켰다. 진힐은 한충에게 원한을 품어 그를 함부로 죽였다.
중평 3년(186년) 2월, 강하의 병사 조자(趙慈)가 반란을 일으켜 남양의 여섯 현을 함락시켰고, 진힐은 이때 살해당하였다.

## 일화[2]
처음에 진힐은 남양으로 향할 때, 의성(宜城)에서 동향으로 지어진 집 한 채를 보고 수레를 세우고는 말하였다.
| “ | 이곳은 묏자리로 쓰기 좋겠구나. | ” |

진힐이 죽은 후, 시신을 고향으로 보내려 하였으나 전의 그곳에서 수레가 멈추고 움직이지를 않았다. 하인은 그곳의 집을 사서 진힐을 묻어주었다.